# Nobu Shirase

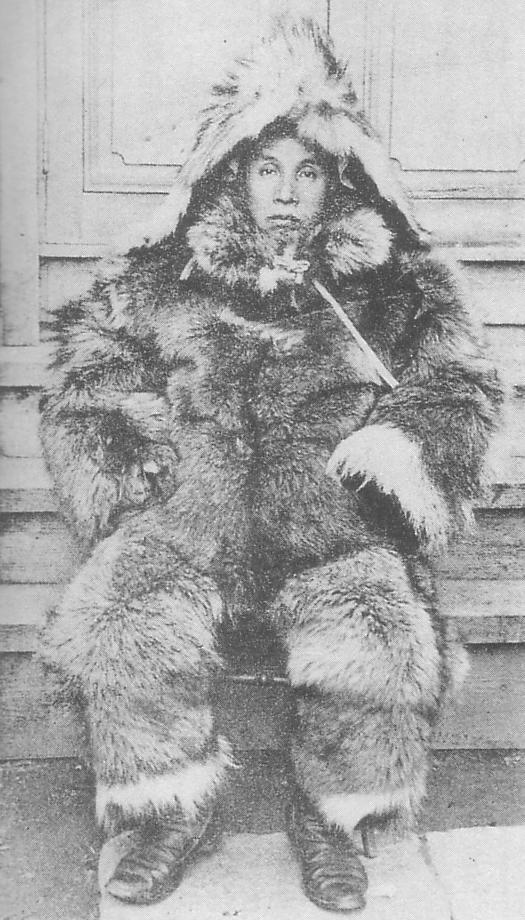
Teniente Nobu Shirase, líder de la Expedición antártica japonesa.

Nobu Shirase (白瀬矗, Shirase Nobu, 1861-1946) fue un oficial del ejército japonés que dirigió la Expedición Antártica Japonesa de 1910-1912. Esta expedición exploró la zona costera de la Tierra del Rey Eduardo VII y la parte oriental de la Barrera de hielo de Ross, llegando a la latitud 80°05'S. A pesar de estos modestos resultados, Shirase fue homenajeado como un héroe a su regreso a Japón.